# Vaporetto
Vaporetto er navnet på den type af små skibe ("vandbusser"), der er den primære kollektive trafik i den italienske by Venedig og den omkringliggende lagune. Vaporetto betyder lille dampskib og stammer fra 1800-tallet, hvor de første både var dampdrevne, mens de i dag er dieseldrevne. Men navnet har hængt ved.
Det er aktieselskabet ACTV, der ejer og driver de mange vaporetti (vaporetti er vaporetto i flertalsform). Selskabet ejer tillige de mange stoppesteder rundt om i byen. Stoppestederne er alle flydende, så uanset om der er højvande eller lavvande passer stoppestedet og vaporettoen altid til hinanden.
De mange vaporetti snor sig ind og ud mellem hinanden, især på byens hovedfærdselsåre, Canal Grande. Men også mindre øer som Murano eller Burano betjenes af de små skibe. På nogle af vaporetto-linjerne i de snævrere kanaler er der indsat en mindre type, som kaldes Motoscafo.

## Links
- ACTV's hjemmeside (engelsk/italiensk)
- Vaporetto og Motoscafo-ruter